# Iain Brambell
Iain Brambell, né le 10 novembre 1973 à Victoria (Canada), est un rameur canadien.
Il obtient la médaille de bronze olympique en 2008 à Pékin en quatre sans barreur poids léger. Il est marié à la rameuse Laryssa Biesenthal.